# Безбожница (фильм)
«Безбожница» (англ. The Godless Girl) — американский чёрно-белый художественный фильм режиссёра Сесиля Б. Де Милля, снятый в 1929 году. Последний немой фильм Сесиля Б. Де Милля.

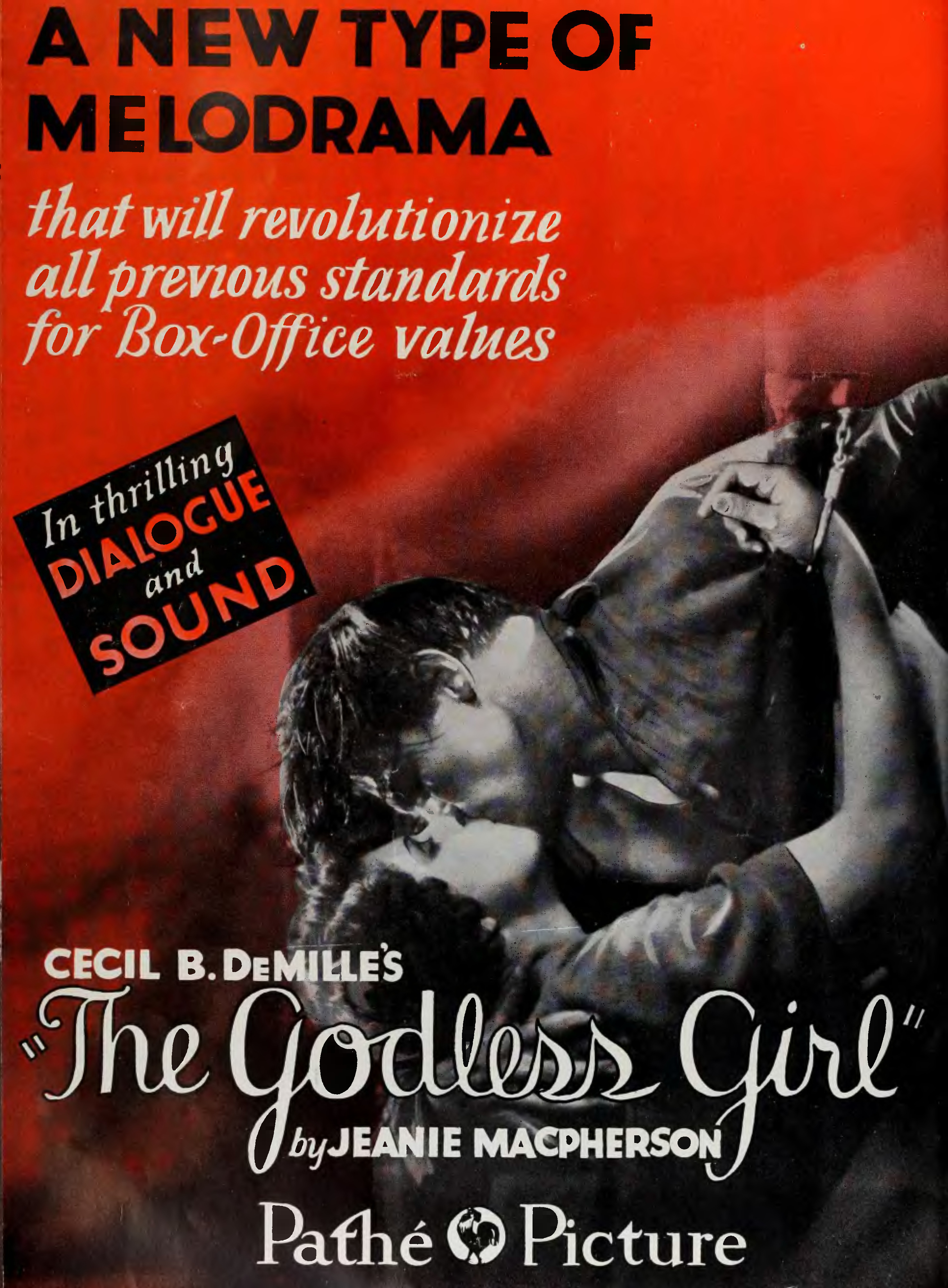
1929

Премьера фильма состоялась в августе 1928 года (немая версия) и 31 марта 1929 года (звуковая версия).

## Сюжет
В драме рассказывается о романе между двумя разными подростками: молодой девушкой — безбожницей-атеисткой Джудит Крейг и парнем — главой христианской молодёжной организации Бобом Хэтэуэем. Сторонники групп нападают друг на друга, начинается драка, в результате которой погибает молодая девушка. Вслед за одним из зачинщиков — Самуэле «Бозо» Джонсоном всех троих бросают в тюрьму для несовершеннолетних с жестокими условиями содержания. Режиссёр делает упор на страшную правду о тюремной жестокости.
Фильм основан на реальном инциденте, произошедшем в средней школе Голливуда в 1927 году. «Безбожную девушку» на самом деле называли Королевой Сильвер. В 17 лет она возглавила клуб под названием «Лига юных атеистов».

## В ролях
- Лина Баскетт —Джуди Крейг, атеистка
- Мари Прево —Маме, другая девушка
- Том Кин — Боб Хэтэуэй, глава христианской молодёжной организации
- Ной Бири —«Зверь»
- Эдди Куиллан —Самуэль «Бозо» Джонсон
- Мэри Джейн Ирвинг —умирающая девушка
- Хедвига Райхер —тюремная надзирательница
- Кларенс Бертон —тюремный охранник
- Ричард Александр —тюремный охранник
- Кейт Прайс —тюремная надзирательница
- Джулия Фэй —заключенная
- Виола Луи —заключенная сокамерница

## Съёмочная группа
- Режиссёр — Сесиль Б. де Милль, Белла Мари Дикс
- Операторы — Певерелл Марли
- Монтаж — Энн Боченс
- Художник — Митчелл Лейзен
- Композитор — Хуго Ризенфельд
- Ассистент режиссёра — Фрэнк Урсон
- Художник по костюмам — Адриан

## Критика
В рецензиях на фильм критики отмечали, что это один из лучших фильмов режиссёра Сесиля Б. Де Милля. В отличие от альковных мелодрам и замысловатых интриг фильмов 1920-х годов, создатель фильма показывает во всём своём ужасе постыдное обращение с молодыми преступниками, с бескомпромиссным видением пенитенциарной жизни в США. Молодые люди, скованные цепями, избиваемые кнутами, поливаются холодной водой из пожарных шлангов, им приходится носить тяжёлые грузы и т. д. К тому же уровень жестокости в этом фильме поразителен. Это опредёленно оттолкнуло часть зрителей, потому что фильм провалился в прокате. Митчелл Лейзен, художник-постановщик фильма, создал полностью реалистичную обстановку этого пенитенциарного учреждения, которая выглядит реальной. Что касается актёров, то они сильно рисковали во время съёмок, где им приходилось прыгать в огонь, будучи «огнеупорными» с помощью асбеста. Финал фильма вжимает зрителя в кресло, пока заключённые пытаются спасти одну из девушек, запертую в камере, в то время как пожар охватывает всё здание. Ной Бири в роли тюремного надзирателя, олицетворяет абсолютное зло, который получает садистское удовольствие, пытая заключённых электротоком.
Хотя фильм имел кассовый провал в США, он пользовался большой популярностью у немецких кинозрителей.